# Orocué
Orocué is een gemeente in het Colombiaanse departement Casanare. De gemeente, gelegen aan de rivier de Meta, telt 7324 inwoners (2005).
- Library of Congress Control Number: n97072758
- Nationale Bibliotheek van Israël: 987007542980805171
- Virtual International Authority File: 125660695

Aguazul · Chameza · Hato Corozal · La Salina · Maní · Monterrey · Nunchía · Orocué · Paz de Ariporo · Pore · Recetor · Sabanalarga · Sácama · San Luis de Palenque · Támara · Tauramena · Trinidad · Villanueva · Yopal